# Santa Flavia
Santa Flavia – miejscowość i gmina we Włoszech, w regionie Sycylia, w prowincji Palermo. Nazwa miejscowości pochodzi od imienia św. Flawii.
Według danych na rok 2004 gminę zamieszkuje 9525 osób, 680,4 os./km².